# 三元镇 (六安市)
三元镇，是中华人民共和国安徽省六安市叶集区下辖的一个乡镇级行政单位。

## 行政区划
三元镇下辖以下地区：
三元村、粉坊村、祖师村、张店村、双塘村、四林村、姚店村、王店村、沙塘村、僧窑村、梓园村、老桥村、刘花园村、新楼村、龙塘村和桃园村。